# Augustus C. French
Augustus Chaflin French, född 2 augusti 1808 i Hill, New Hampshire, död 4 september 1864 i Lebanon, Illinois, var en amerikansk demokratisk politiker. Han var den nionde guvernören i delstaten Illinois 1846–1853.
Samma år som French valdes till guvernör lämnade de sista mormonerna staden Nauvoo och fortsatte sin flykt till Utah. Illinois fick en ny konstitution under Frenchs första mandatperiod som guvernör. Eftersom den nya konstitutionen tillät omval, kunde French kandidera på nytt och vinna en mandatperiod till. Efter tiden som guvernör undervisade han juridik vid McKendree College (högskolan heter McKendree University sedan 2007).
Hans grav finns på College Hill Cemetery i Lebanon, Illinois. Han var far till professor Edward French och farfar till poeten Nora May French. Han var gift med Lucy Southwick French.